# أبراهام دي موافر
أبراهام دي موافر (بالفرنسية: Abraham de Moivre)‏ ولد في 26 مايو 1667 ، بمدينة فيتري لو فرنسوا بفرنسا، وتوفي في 27 نوفمبر 1754 في لندن، إنجلترا؛ كان عالم رياضيات، أشتهر بصيغة دي موافرالتي ترتبط بالأعداد المركبة وحساب المثلثات، وارتبط أيضًا بأعماله في التوزيع الاحتمالي الطبيعي ونظرية الاحتمالات.
أنتخب للانضمام للجمعية الملكية عام 1697، وكان دي موافر صديقًا لإسحاق نيوتن، إدموند هالي وجيمس ستيرلينغ.
لم تكن حياة دي موافر الاجتماعية واضحة، ولكن أباه الذي كان يعمل في مجال الجراحة، كان قادرًا على إرساله إلى أكاديمية بروتستانتية في سيدان (1678-82).
درس دى موافر المنطق في أكاديمية سومر (1682-84)، والتحق بكلية دي هاركورت في باريس (1684)، وقد درّسه جاك أوزانام بشكلٍ خاص (1684-85). ويبدو بأن دي موافر لم يحصل على أي درجة جامعية.
دي موافر غادر فرنسا بعد إلغاء مرسوم نانتس (1685) وبعدها بقي طوال حياته بإنجلترا.
لقد كان دي موافر فقيرًا طوال حياته، ونقل عنه بأنه كان يتردّد للمقهى دائمًا ليكسب المال عن طريق لعب الشطرنج.
كتب دي موافر كتابًا عن نظرية الاحتمالات سمّاه بـ"مذهب الفرص"، الذي أهتم به المقامرون.
أكمل دي موافر دراساته في حقل الرياضيات والاحتمالات حتى وفاته في سنة 1754 ميلادية، وقد نشرت عدة صفحات بعد موته. نُقل بأن دي موافر تنبأ بيوم موته بشكل صحيح، فقد كان دي موافر يصاب بالإرهاق الشديد حيث لاحظ بأنه كان ينام 15 دقيقة إضافية في كل ليلة، وظنّ بأنه سيموت باليوم الذي يكون مجموع وقت نومه الإضافي 24 ساعة، وقد كان توقعه صحيحًا، توفي في 27 نوفمبر من عام 1754 في لندن ودفن جثمانه في كنيسة (St Martin-in-the-Fields) الأنجليكانية في ويست مينستر، وقد نقلت جثته من هناك بعدها بمدّة.
اكتشف دي موافر صيغة بينت، الشكل المغلق لمتتالية فيبوناتشي، التي تربط القوة المجهولة للرقم الذهبي بالرقم المجهول لمتتالية فيبوناتشي.

## روابط خارجية
- أبراهام دي موافر على موقع الموسوعة البريطانية (الإنجليزية)
- أبراهام دي موافر على موقع إن إن دي بي (الإنجليزية)